# Ślizów
Ślizów (niem. Schleise) – wieś w Polsce, położona w województwie dolnośląskim, w powiecie oleśnickim, w gminie Syców.
W latach 1975–1998 wieś administracyjnie należała do województwa kaliskiego.

## Integralne części wsi
| SIMC    | Nazwa    | Rodzaj     |
| ------- | -------- | ---------- |
| 0470533 | Bielawki | przysiółek |